# ディセンダント3
『ディセンダント3』（原題：Descendants3）は、ディズニー・チャンネル・オリジナル・ムービーの映画で、「ディセンダント」「ディセンダント2」の続編。全米公開は2019年8月2日で、日本では2019年10月26日に初放送された 。監督はケニー・オルテガ。シリーズ完結作。

## ストーリー
マル、イヴィ、ジェイ、カルロスはオラドン高校に受け入れるヴィランズの子供を選ぶためにロスト島を訪れ、ドリゼラの娘でトレメイン夫人の孫娘であるディジー、Dr.ファシリエの娘であるセリア、スミーの双子の息子であるスクイーキーとスクワーミーを選んだ。子供たちがオラドン高校に迎えられる日、オラドンの王であるベンはマルにプロポーズをし、マルはそれを受け入れる。ベンの元ガールフレンドであるオードリーは嫉妬に悩まされ、祖母のリア王妃はオードリーとベンを結婚させるという計画が崩れたことでオードリーを責め立てる。
ヴィランズの子供たちを受け入れるためにロスト島のバリアが開かれると、死者の国を治める神、ハデスがバリアの外への脱出を試みる。マルはドラゴンの姿になってハデスを打ち返すが、ハデスの燃えさしに魔力を吸われてしまいマルはパワーを使うことができなくなってしまう。その夜、マルへの嫉妬を抑えることができなかったオードリーは歴史博物館からオラドン女王の冠とマレフィセントの杖を盗みだす。ハデスの逃亡未遂でパニックに陥っていたオラドンの国民の安全を守るため、マルはロスト島との行き来を禁止しバリアを永遠に閉じることを提案した。
オードリーはマルの前に現れ、マレフィセントの杖でマルを老婆に変えてしまう。マル達は唯一マレフィセントの杖の呪い破ることができるハデスの燃えさしを手に入れるため、ハデスの使いっぱしりをしていたセリアと共にロスト島に向かった。ロスト島に戻り元の姿に戻ったマルはセリアと共にハデスの隠れ家に忍び込むが、ハデスに気づかれてしまう。マルはハデスをパパと呼び、自分を捨てた埋め合わせに燃えさしを貸すことを要求する。ハデスはしぶしぶ彼女に燃えさしを貸すが、濡らしてはダメなこと、マル自身だと燃えさしは力を存分に発揮しないことを警告する。燃えさしを手に入れたマルたちは島を離れようとするが、ウーマ、ギル、ハリーによって止められ燃えさしを奪われてしまう。ウーマたちは望む子供が誰でも島を出られるようにすることを条件にマルたちをは助けることに同意する。
オラドンではオードリーがジェーンの誕生日パーティーに現れ、眠りの呪いをかけてしまう。チャドはオードリーの手下となり、ジェーンは呪いを避けるために湖の中に逃げた。ベンが呪いへの打開策を練っているとオードリーが現れ、ベンがオードリーと結婚すること引き換えに呪いを解くと迫った。ベンはその要求を拒んだので、オードリーはベンを野獣の姿に変え、オラドンの人々を石に変えてしまう。
オラドンに戻ったマルとウーマ達は互いに憎まれ口を叩きながらも、オードリーによって生命を吹き込まれた鎧の大群を共に打ち負かした。
ウーマはオードリーの日記を見つけて、彼女がフェアリーコテージにいることを突き止め、マルはウーマに感謝する。イヴィは呪いで眠らされたダグを見つけ、「真の愛のキス」でダグを目覚めさせる。カルロスは野獣になったベンを落ち着かせ、隠れていたジェーンが湖の水でベンを元の姿に戻す。マルとウーマはお互い打ち解け始めたが、それをみたオードリーは彼女達をイヴィの家に閉じ込めてしまう。２人は魔法を組み合わせることでオードリーの呪文を跳ね返す。
マルは島の子供をオラドンに呼ぶ計画を中止し、島を永久に封鎖することを打ち明ける。セリアは父親と二度と会えなくなると知ると燃えさしを水の中に投げ捨て、ウーマとハリーはマルのもとを離れてしまう。イヴィはマルが嘘をついていたにショックを受けたことを伝えたが、直後にマル以外のイヴィ、ジェイ、カルロス、ベンが突然石に変わってしまう。独り残されたマルは涙を流して自分の行為を反省する。そこに現れたオードリーはセリアを人質に取ってマルを攻撃する。マルはドラゴンの姿になって対抗するが、燃えさしが使えないので歯が立たない。ウーマはマルが唯一の希望であることに気付き、２人は魔法を組み合わせて燃えさしを再燃させる。マルは燃えさしの力でオードリーに打ち勝ち、オラドンの呪いは解かれた。
呪いが解けたオードリーは昏睡状態に陥っていた。目覚めさせることができるのは、ただ一人ハデスだけだった。ベンはハデスを国へ招くことを決意し、ウーマ、ハリー、ギル、セリアは島に戻ることになった。マルは嘘をついていたことを謝罪し、正しいことをしようとしているだけだと理解したイヴィ達やウーマ達はマルを許した。ハデスはオードリーを目覚めさせた。オードリーはマルとベンに謝罪の言葉を述べ、マルとベン、リア王妃もオードリーに謝罪し和解した。
その後、ベンとマルの婚約パーティーが開かれた。マルは誰しもが善悪の面を持っており、オラドン王国のみならずロスト島の女王にもなるべきとスピーチをし、ベンの合意によりマルは島のバリアを取り除いた。橋がかかり、一つになったオラドン王国とロスト島の人々は共に祝福の声をあげる。

## キャスト
マル
演 - ダヴ・キャメロン、日本語吹替 - 近藤唯
本作の主人公。『眠れる森の美女』の悪役マレフィセントの一人娘で、本作では『ヘラクレス』の悪役ハデスとの娘であることが明かされた。魔法の本を用いて呪文を使える。絵が得意。
ロスト島の希望の星として故郷の子供たちにもオラドンで学ぶ権利があるとして活動を起こし、島の子供ら数人を迎え入れる。その際にハデスの襲撃未遂が起き、彼の燃えさしで魔力を吸い取られてしまった。ベンからプロポーズを受けたことで正式に王女となり、オラドンを守るためにロスト島との行き来を永遠に禁ずることを提案。イヴィたちに自分でロスト島の封印を提案したことを言い出せず、守れない約束をしながら暫く過ごしていた。
燃えさしを借りに島へ向かった際ハデスが実の父だと発言。まだ幼い頃に自分を捨てた父を少なからず憎んでいたが、本編の事件を通して和解した様子。最終的にオラドンだけの王女にはなれないと決断し、「人には誰しもいい面と悪い面をもつ」とスピーチしロスト島のバリアを完全になくすことを決めた。
イヴィ
演 - ソフィア・カーソン、日本語吹替 - 森谷里美
『白雪姫』に登場する悪の女王の娘（白雪姫の異母妹）。プリンセスに憧れており、裁縫や料理といった女の子らしい特技を持つ。
オラドンでファッションデザイナーになる夢を叶えることができたため、ロスト島の他の子供たちにも夢を叶えるチャンスを得られるようにオラドンへ迎え入れるために動いており、行き来を禁じられそうな状態でマルが王女になったことを心から安堵していた。しかしマルが自らロスト島の行き来を禁じたことを知り、彼女の決断よりも自分たちに嘘をついていたという事実に悲しみ腹を立てていた。ダグとは未だにお互い想いを伝えていないらしいが、ダグが魔法で眠ってしまったことを期に恋人同士となった。
カルロス
演 - キャメロン・ボイス、日本語吹替 - 下田レイ
『101匹わんちゃん』の悪役クルエラ・ド・ビルの息子。子供っぽいところがあるが無邪気で皆から可愛がられる。
母親から恐ろしい生き物であると聞かされていたため犬を怖がっていたが、オラドンでは犬と触れ合い仲良くなる。
メカマニアでパソコンなどを扱うのが得意。
ロスト島の子供たちを迎え入れる準備をすると共にジェーンの誕生日にも入念な準備を見せ、自身のカルロスという名前をジェーンの名前を合わせ「ジャルロス」と書かれたハンドメイドのネックレスをプレゼントした。
ジェイ
演 - ブーブー・スチュワート、日本語吹替 - 瀧村直樹
『アラジン』の悪役ジャファーの息子。
身体能力が高く、そのためオラドン合衆国で行われている競技「トーニー」の選手にスカウトされ、盗み以上のやりがいを見出す。
トーニーの活躍っぷりを視野に入れ大学を選ぶなど、真剣にスポーツに向き合っている様子。初期と比べてだいぶ温和な兄貴分のような性格になったが、ウーマの一味とはたびたび衝突を見せる。しかし、何処までも真っすぐで素直なギルにあてられ彼らとも親交を深めるようになり、最終的にはギルと世界中を旅する約束を交わした。
ウーマ
演 - チャイナ・アン・マクレーン、日本語吹替 - ふじたまみ
『リトル・マーメイド』の悪役アースラの娘。
ディセンダント2の後、ロスト島の住人がオラドンに行けるようバリアの抜け穴を探していた。
ロスト島の子供たちが誰でもオラドンに行けるようにするという約束でマルに協力する。
ハリー
演 - トーマス・ドハティ、日本語吹替 - 佐藤美一
『ピーター・パン』の悪役フック船長の息子。ウーマの同盟者。
ギル
演 - ディラン・プレイフェア、日本語吹替 - 井木順二
『美女と野獣』の悪役ガストンの息子。ウーマの味方。
ディジー・トレメイン
演 - アンナ・カスカート、日本語吹替 - たかしたみか
『シンデレラ』の悪役ドリゼラの娘であり、トレメイン夫人の孫娘。
ディセンダント2のエンディングでオラドン高校に招待されており、今作でオラドンの地に降り立つ。
セリア
演 - ジェイダ・マリー
『プリンセスと魔法のキス』の悪役ドクター・ファシリエの娘。タロット占いが得意。
フェアリーゴッドマザーの道徳の授業が役立ちそうとの理由でオラドンに招待された。
ロスト島にいた頃はハデスの使いっぱしりをしていて、マルをハデスのもとへ連れて行った。
スクワーミー、スクイーキー
演 - ルーク・ロースラー、クリスチャン・コンヴェリー
『ピーターパン』悪役スミーの双子の息子。
双子を離れ離れにできないとの理由で、2人揃ってオラドンに招待された。
ハデス
演 - シャイアン・ジャクソン、日本語吹替 - 前田 一世
『ヘラクレス』死者の国の神。支配者であり、マルの父であることが明らかになった。
燃えさしの力でロスト島のバリアを破壊しようと試みたが、マルによって阻止されている。
ベンジャミン
演 - ミッチェル・ホープ、日本語吹替 - 黒岩拓朗
オラドン合衆国の王アダムの息子。「新しい世代に学ぶ機会を」と考えロスト島に住む自分と同世代のマル達を本土に招待する。
マルにプロポーズをして無事OKをもらう。彼女が下したロスト島との行き来の禁止には始めは反対していたが、国王として国を守るため渋々決断する。オードリーによってビーストに姿を変えられてしまい、一時は棘が刺さった痛みでジェイやカルロスたちに襲い掛かったが、ジェーンが汲んできた魔法の湖の水によって元の姿を取り戻す。変身が解けてからも経緯の説明を後回しにされるなど、王のわりには情けない扱いを受けることが多い。
ビースト
演 - ダン・ペイン、日本語吹替 - 高瀬右光
『美女と野獣』で醜い野獣に変えられた王子。現在では、様々な国をまとめオラドン合衆国をつくりあげた国王。
ベル
演 - キーガン・コナー・トレイシー、日本語吹替 - 槇原千夏
『美女と野獣』で野獣の呪いを解いた村娘のベル。オラドン合衆国の王妃で、ベンの母親。
フェアリー・ゴッドマザー
演 - メラニー・パクストン、日本語吹替 - 玉川砂記子
シンデレラを助けた魔法使い。オラドン高校の校長。
オードリー
演 - サラ・ジェフェリー、日本語吹替 - 種市桃子
『眠れる森の美女』のオーロラ姫とフィリップ王子の娘。マルが現れるまではベンのガールフレンドだった。
母親のオーロラ姫がマレフィセントのせいで両親と暮らせなかったこともあり、ベンと違ってマルたちを受け入れていない。
ベンがマルと婚約したことで祖母のリア王妃に「あなたの母は寝ていても王子と結ばれた」と責められる。マルへの嫉妬を抑えることができず、歴史博物館からオラドン女王の冠とマレフィセントの杖を盗みだして邪悪な女王としてオラドンの人々への復讐を企てる。
ジェーン
演 - ブレンナ・ダミーコ、日本語吹替 - 田毎なつみ
フェアリー・ゴッドマザーの娘。自分に自信が持てず厳しい母親の言う通りにしているものの、今時の女の子らしいファッションに憧れている。
オードリーが国中に魔法をかけた際、魔法の効力が及ばない水中に逃げて難を逃れる。
チャド
演 - ジェデダイア・グッドエイカー、日本語吹替 - ランズベリー・アーサー
『シンデレラ』のシンデレラとチャーミング王子の息子。いかにも王子様らしいハンサムな容姿だが、プリンセスに憧れるイヴィを利用するなど腹黒い一面を持つ。頭はお花畑。
オードリーが邪悪な女王として現れた際、自ら協力者となることを申し出る。
ダグ
演 - ザッカリー・ギブソン、日本語吹替 - 水中雅章
『白雪姫』に登場する七人の小人の一人、おとぼけの息子。イヴィの聡明さを逸早く見ぬき彼女に惹かれる。
オードリーの魔法で眠ってしまったが、イヴィの「真実の愛のキス」で目を覚ます。
カルロスの犬
声 - ボビー・モイニハン
『ディセンダント2』で言葉を話せるようになっており、今作でもカルロスたちと人間の言葉でやりとりをする。

## 制作
2018年2月16日、ディズニーチャンネルは、ディセンダント3の制作と、2019年半ばに放送する予定であると発表した。 ディセンダント3は、サラ・パリオットとジョサン・マクギボンの脚本、ケニー・オルテガの監督で製作された。ウェンディー・ジャフェットは、フィルム、オンプロデューサーであるオルテガ、とサラ・パリオット、ジョザン・マクギボン、およびウェンディー・ジャフェットもエグゼクティブプロデューサーとして、マーク・ホフェリングとカラ・サウンはそれぞれプロダクションデザイナーとコスチュームデザイナーとして続編に参加した。ファシリエ博士の演奏に加えて、ジャマル・シムズはディセンダントの3作品すべての振付師を務めたオルテガとともに、映画の振付師としても活躍している。
映画のリハーサルと事前録音は2018年4月23日にカナダのブリティッシュコロンビア州バンクーバーで始まり、制作は2018年5月25日に開始された。 2018年7月18日、ソーシャルメディアで映画の制作が完了したことが報告された。
アメリカのファッション誌ティーンヴォーグは本作はディセンダントシリーズ最後の映画になると伝えた。

## サウンドトラック
『ディセンダント3 サウンドトラック』（Descendants3 (Original TV Movie Soundtrack)）はディズニー・チャンネルで放送されたオリジナル・ムービー『ディセンダント3』のサウンドトラックである。米国で2019年8月2日に発売され、日本で2019年9月18日に発売された。
リードシングル「グッド・トゥ・ビー・バッド」は2019年5月31日に先行リリースされた。サウンドトラックアメリカBillboard 200アルバムチャートで7位、ビルボードキッドアルバムチャートで1位を記録した。

### トラックリスト
| #         | タイトル                                     | 作詞 | 作曲・編曲 | アーティスト | 時間 |
| --------- | -------------------------------------------- | --- | --- | --- | ---- |
| 1.        | 「グッド・トゥ・ビー・バッド」               | ティム・ジェームス、アントニーナ・アルマート、トム・スタージス、アダム・シュマルホルツ | ティム・ジェームス、アントニーナ・アルマート、トム・スタージス、アダム・シュマルホルツ | ダヴ・キャメロン、ソフィア・カーソン、ブーブー・スチュワート、キャメロン・ボイス、ジェイダ・マリー、アンナ・カスカート | 3:09 |
| 2.        | 「クイーン・オブ・ミーン」                   | ジェームス、アーマート、スタージ、シュマルホルツ | ジェームス、アーマート、スタージ、シュマルホルツ | サラ・ジェフェリー | 3:09 |
| 3.        | 「ドゥ・ワット・ユー・ガッタ・ドゥ」         | マット・ウォン、ジェイミー・ジョーンズ、ジャック・クゲル | マット・ウォン、ジェイミー・ジョーンズ、ジャック・クゲル | ダヴ・キャメロン、シャイアン・ジャクソン | 2:57 |
| 4.        | 「ナイト・フォールズ」                       | ジェームス、アーマート、スタージ、シュマルホルツ | ジェームス、アーマート、スタージ、シュマルホルツ | ダヴ・キャメロン、ソフィア・カーソン、ブーブー・スチュワート、キャメロン・ボイス、チャイナ・アン・マックレーン、トーマス・ドハーティ、ディラン・プレイフェア | 3:08 |
| 5.        | 「ワン・キス」                               | マット・ティシュラー、ポーラ・ウィングラー | マット・ティシュラー、ポーラ・ウィングラー | ソフィア・カーソン、ダヴ・キャメロン、チャイナ・アン・マックレーン | 2:29 |
| 6.        | 「マイ・ワンス・アポン・ア・タイム」         | ジョン・カバノー、デビッド・ゴールドスミス | ジョン・カバノー、デビッド・ゴールドスミス | ダヴ・キャメロン | 3:48 |
| 7.        | 「ブレイク・ディス・ダウン」                 | ジョディ・シハデ、ジェームズ・K・ペトリー、ダグ・デイビス、ベン・ホステラー、ニッキー・ソレンティーノ、スーザン・パロフ、アンソニー・ミラベラ、ピポ・フェルナンデス、アリ・ディー・セオドア | ジョディ・シハデ、ジェームズ・K・ペトリー、ダグ・デイビス、ベン・ホステラー、ニッキー・ソレンティーノ、スーザン・パロフ、アンソニー・ミラベラ、ピポ・フェルナンデス、アリ・ディー・セオドア | ダヴ・キャメロン、ソフィア・カーソン、ブーブー・スチュワート、キャメロン・ボイス、チャイナ・アン・マックレーン、ミッチェル・ホープ、トーマス・ドハーティ、ディラン・プレイフェア、サラ・ジェフェリー、ジェイダ・マリー、ブレンナ・ダミーコ、ザッカリー・ギブソン | 3:29 |
| 8.        | 「もう一度考えて」                           | ランディ・ニューマン | ランディ・ニューマン | チャイナ・アン・マックレーン | 2:57 |
| 9.        | 「ディッド・アイ・メンション」               | アダム・シュレシンジャー | アダム・シュレシンジャー | ミッチェル・ホープ | 0:29 |
| 10.       | 「ロッテン・トゥ・ザ・コア － D3リミックス」 | シェリー・ペイケン、ヨハン・アルクナス、ジョアシン・パーソン | シェリー・ペイケン、ヨハン・アルクナス、ジョアシン・パーソン | ダヴ・キャメロン、ソフィア・カーソン、ブーブー・スチュワート、キャメロン・ボイス、チャイナ・アン・マックレーン、トーマス・ドハーティ、サラ・ジェフェリー、ジェイダ・マリー                                                                                       | 2:47 |
| 11.       | 「ハッピー・バースデー」                     | トラディショナル | トラディショナル | サラ・ジェフェリー | 0:36 |
| 12.       | 「VKマッシュアップ」                         | ジェームス、アーマート、スタージ、シュマルホルツ、ピエケン、アルケナス、ペルソン、グラントPマイケルズ、チャリティドー                                                                       | ジェームス、アーマート、スタージ、シュマルホルツ、ピエケン、アルケナス、ペルソン、グラントPマイケルズ、チャリティドー                                                                       | ダヴ・キャメロン、ソフィア・カーソン、ブーブー・スチュワート、キャメロン・ボイス | 1:59 |
| 13.       | 「ディセンダント3 スコア・スイート」         | デビッド・ローレンス | デビッド・ローレンス | デビッド・ローレンス | 5:01 |
| 合計時間: | 合計時間:                                    | 合計時間: | 35:58 | |      |

ノート
- 「ロッテン・トゥ・ザ・コア － D3リミックス」は、ディセンダントのサウンドトラックに収録されている「ロッテン・トゥ・ザ・コア」をディセンダント3のキャストが歌ったカバーバージョン。
- 「VKマッシュアップ」には、ディセンダント、ディセンダント2、ディセンダント3のサウンドトラックからの「ロッテン・トゥ・ザ・コア」、「悪の力を呼び覚ませ」、「グッド・トゥ・ビー・バッド」のサンプルが含まれている。

### チャート
アルバムはアメリカのビルボード200で初週に7位を記録し、2週目にも14位を記録した。
シングル「クイーン・オブ・ミーン」は、ビルボードホット100で49位、カナダホット100で57位、全英シングルチャートで89位に達した。
週間
| チャート（2019）                      | 最高順位 |
| ------------------------------------- | -------- |
| オーストラリア (ARIA)                 | 36       |
| ベルギー (Ultratop Flanders)          | 109      |
| カナダ (Billboard)                    | 36       |
| オランダ (MegaCharts)                 | 74       |
| フランス (SNEP)                       | 166      |
| スペイン (PROMUSICAE)                 | 82       |
| アメリカBillboard 200                 | 7        |
| アメリカ Kid Albums (Billboard)       | 1        |
| アメリカ サウンドトラック (Billboard) | 1        |

年間
| チャート（2019）                      | 順位 |
| ------------------------------------- | ---- |
| アメリカ サウンドトラック (Billboard) | 15   |
| チャート（2020）                      | 順位 |
| アメリカ サウンドトラック (Billboard) | 21   |

## ホームメディア
2019年8月6日にDVDでリリースされた。